# Aldisa sanguinea
Aldisa sanguinea är en snäckart som först beskrevs av James Graham Cooper 1863.  Aldisa sanguinea ingår i släktet Aldisa och familjen Aldisidae. Inga underarter finns listade i Catalogue of Life.